# 大竹宏
大竹宏（日语：／ Ōtake Hiroshi，1932年3月14日—2022年8月1日），日本男演員、配音員。出身於神奈川縣。身高160cm。B型血。

## 簡介
本名相同。明治高等學校畢業。現屬81 Produce，以前經歷兒童劇團 合唱團千鳥會、劇團千鳥（主宰）、劇團東少、東京俳優生活協同組合、青二Production（事務所的創立人之一）、Office薰、Production★A組。

### 經歷
1950年代前半開始，大竹以演員身份開始參加舞台排演的工作，並以配音員的身份常參演廣播劇。
1956年，大竹以NHK的布偶劇場節目（飾演盜賊的手下），從此在配音業界出道。
1991年1月休止配音事業，而正在播出的電視動畫《奇天烈大百科》所聲演的主要角色熊田薰／大猩猩改由龍田直樹接任。直到1995年的特攝影集《超力戰隊王連者》為反配角色巴拉衣物配音而重返業界。
2015年1月，加入現在所屬的81 Produce。同年，獲頒第9回聲優Award功勞獎。
2022年8月1日，因心臟衰竭去世，享壽90歳。

### 人物
大竹從電視草創時期開始活躍。除了從事聲優工作之外，還有受邀前往銀Production附屬養成所、CHK聲優中心等事務所從事講師的工作以提攜後進新人。
跟三輪勝惠一樣，大竹從《小超人帕門》1967年版電視動畫開始到2004年上映的電影動畫一貫都擔任主要角色布比／超人2號的配音（三輪則為作品主角須本光夫／超人1號配音）。
大竹在聲演《怪博士與機器娃娃》角色笑彈大王的期間，一面錄音一面接受來自愛知縣的同行、杉山佳壽子進行的名古屋方言指導。
還有，大竹為遊戲「超級機器人大戰系列」再度登場的《無敵鐵金剛Z》角色阿強配音，就在看台詞本的時候以「阿強的台詞並不麻煩」一句話為由，像文字處理器的速度般看過，然後將重點消化吸收。在那之後，從工作人員一方已將他要求增加的台詞做出修正，結果以「沒有其他人會做到這一點」而受到讚賞。
興趣：高爾夫。特長：插圖、手笛、口琴。

## 演出
粗體字表示主要角色。

### 電視動畫
1963年
- 狼少年健（日语：狼少年ケン）（布拉克[14]）

1965年
- 宇宙巡邏員霍帕（日语：宇宙パトロールホッパ）（福克[15]）
- 小鬼Q太郎 (1965年版)（小池先生（日语：小池さん））
- Hustle Punch（日语：ハッスルパンチ）（布拉克[16]）

1966年
- 小松君 (1966年版)（達悠）

1967年
- （飼犬哈基西里、叢林王者吉桑、屑屋）
- 悟空大冒險
- 小超人帕門 (1967年版)（超人2號／布比[17]）
- 飛飛丸（日语：ピュンピュン丸）（狸貓[18]、笑笑忍者、天奉行、雲隱才藏、怪獸咕嚕咕嚕經理、大福紅豆餡之守、山田的稻草人）
- 馬赫GoGoGo（三平）

1968年
- 怪物小王子 (1968年版)（吸血鬼德古拉）
- 鬼太郎 (第1作)（白山、豆藏、貓仙人、雨降小僧、船幽靈、山小僧、杉山杉太郎 等）
- 人造人009 (1968年版)（艾伯特·亨利〈004／初代〉[19]、吸血鬼博士、朱利安副技師長）
- （老鼠頓公&康助、游擊隊的桑喬）

1969年
- 酸梅星王子（貝尼休迦[20]）
- 紅三四郎（日语：紅三四郎）（呆）
- 甜蜜小天使 (1969年版)（赤塚大作／大將[21]、校長）
- 夠了！阿太郎 (1969年版)（日语：もーれつア太郎）（混蛋（日语：ニャロメ）[22]）

1970年
- 魔法人魚真子（總長）
- 鄉巴佬大將（日语：いなかっぺ大将）

1971年
- 阿帕契棒球軍（日语：アパッチ野球軍）（猴子[23]）
- 河馬與嘟嘟（日语：カバトット）
- 鬼太郎 (第2作)（眼珠老爹〈代替〉、 等）
- 天才傻鵬（日语：天才バカボン (アニメ)）
- 不可思議的梅璐萌

1972年
- 海王子（阿露）
- （旁白）
- 惡魔人（轟紀世彥、妖獸迷孃）
- 根性青蛙
- 無敵鐵金剛魔神Z（阿強、急急博士、兜劍造〈回想〉）

1973年
- 小青蛙（日语：けろっこデメタン）（伊波吉）
- 小酋長小黑（老師）
- 哆啦A夢 (日本電視台版)
- 巴比倫2世 (1973年版)（新節目的預告旁白）
- 山鼠洛基查克（日语：山ねずみロッキーチャック）（模仿鳥莫卡、麝鼠傑瑞）

1974年
- 極真派空手道（日语：空手バカ一代）
- 魔女小惠（神崎〈爸爸〉[24]、[24]）
- 金剛大魔神（阿強[25]、諜報軍長官）
- 咚隆隆炎魔君（たこつなみ）

1975年
- 海豚與少年（日语：イルカと少年）（聖巴斯弟盎[26]）
- 元祖天才傻鵬（日语：元祖天才バカボン）
- 時間飛船（亞歷山大大帝）

1976年
- 大飯桶（日语：ドカベン）（雲龍大五郎（日语：雲竜大五郎）[27]）
- UFO機器人 古連泰沙（阿強）
- 飛鷹一號（陸奧悟郎〈鯥〉、亞哈·莫比迪克）

1977年
- 神威賽車手（佩瑞·山卓、吉姆·朗茲）
- 惑星機器人 丹加德A（荒井伴太[28]、田貫教授、口袋猴太郎）

1978年
- 咪咪流浪記（安克萊爾醫師）
- 宇宙海賊哈洛克船長（[29]）
- 銀河鐵道999（ブライヤー）
- 女王陛下的小天使小偵探（日语：女王陛下のプティアンジェ）（馬克）
- 寶島
- 魔女子Tickle（小森冬吉、山谷盾太）
- 魯邦三世 (TV第2系列)（日语：ルパン三世 (TV第2シリーズ)）（諾鎂爾博士）

1979年
- 宇宙空母藍諾亞（日语：宇宙空母ブルーノア）（河內山健太[30]、島貫文藏）
- 人造人009 (1979年版)（僧、卡爾、葛瑞泰博士、卡瑟爾博士、薩哈爾、副支配人、希斯洛、鴨博士〈初代〉）
- The☆超人力霸王（暗黑星人巴比勒）

1980年
- 加油元氣（日语：がんばれ元気）（永野會長〈永野英吉〉）
- 摔倒騎士德拉曼查（日语：ずっこけナイトドンデラマンチャ）（卡賽特利、卡波寧的黨羽）

1981年
- 怪物小王子 (1980年版)（ミスタードール、蚊男、貝姆〈初代〉）
- 河馬園長的動物園日紀（日语：カバ園長の動物園日記）（石澤猛）
- 怪博士與機器娃娃 (1981年版)（笑彈大王、摘鶴天、複製君、笨蛋博士〈第2代〉、牛、老糞、店主、麵包、觀眾）
- 我們是漫畫家 常盤莊物語（日语：ぼくらマンガ家 トキワ荘物語）（編輯）
- 真知子老師（校長、拉麵店主）

1982年
- 阿波羅之女（東虫、失戀女神）
- 機甲艦隊Dairugger XV（長門高奇）
- SPACE COBRA（鴨子）
- 手塚治虫的吸血鬼在日本（校長）
- The♥南瓜酒（赤井門太、二太郎）
- 少年宮本武藏腕白二刀流（日语：少年宮本武蔵 わんぱく二刀流）（奇奇）
- 怪博士與機器娃娃 企鵝村英雄傳說（日语：Dr.スランプアラレちゃん ペンギン村英雄伝説）（笑彈大王）
- 我的青春的阿卡迪亞 無限軌道SSX（日语：わが青春のアルカディア 無限軌道SSX）

1983年
- 小超人帕門 (1983年版)（超人2號／布比 等）
- 伏魔小旋風（入道）
- 停止!! 雲雀（猜拳強盗）
- 漫畫日本史（日语：まんが日本史 (日本テレビ)）

1984年
- 金肉人（中野和雄〈代替〉）
- Gu-Gu甘莫（日语：Gu-Guガンモ）（大富士、老人）
- 夢戰士WING-MAN（日语：ウイングマン）（不平衡博士）

1985年
- 鬼太郎 (第3作)（鐮鼬、水虎、折入道、毛羽毛現、福神、阿武、海座頭、吸血鬼畢、百目、雲外鏡、村長、金林、夜行先生、獅子頭、大入道、地獄武者）
- 金比羅小子（日语：コンポラキッド）（[31]）
- 星空鐵衛
- （佐藤六助）
- 夢幻之星的波坦諾斯（日语：夢の星のボタンノーズ）（侍從長）

1986年
- 甜蜜公主（老人、大蛇）
- 一氣人（日语：剛Q超児イッキマン）（養子田監督）
- 七龍珠（兔老大、透明人、笑彈大王、古董商、委員長、村長、店主）
- 高校！奇面組（日语：ハイスクール!奇面組）（拉麵店主）
- 波士可的冒險（日语：ボスコアドベンチャー）（彄摩里）
- 相聚一刻（早乙女）

1987年
- 超能力魔美（良秀）
- 之後頓珍漢（日语：ついでにとんちんかん）（署長、餃子人、宇宙人〈隊長〉、主任）
- 高校！奇面組（冠無了）
- 聖魔大戰（黑宙斯、惡魔爺、聖神）

1988年
- 美味大挑戰（中年警官）
- 奇天烈大百科（大猩猩〈熊田薰／初代〉、小笨〈初代〉、乙姬〈初代〉、老爺爺）
- 鬥將！！拉麵男（蛇九、寶財）

1989年
- 惡魔君（ルキフェル）
- 美味大挑戰（老人）
- 西瓜皮先生（房東、大竹副課長、分社長）
- 勇者鬥惡龍（ザナック）

1990年
- 惡魔君（塔可斯）
- 森林大帝 (1989年版)（蓋尼）

1997年
- 神奇寶貝（火爆猴）
- 夢之蠟筆王國（龍王、大不倒翁、長老）

1998年
- EAT-MAN'98（日语：EAT-MAN）（部長）
- DT戰士（日语：DTエイトロン）（老兵）
- 甜蜜小天使 (1998年版)（木匠名人、桑塔克羅斯）
- 神奇寶貝（老人）
- 炸彈人 彈珠人爆外傳（教授寶）

1999年
- 伊索世界（伊卡洛斯、浣熊）
- 神風怪盗貞德（水無月大和的祖父）
- 大嘴鳥（芋頭爺爺）
- 金田一少年之事件簿（藤堂狀介）
- 麻煩巧克力（日语：トラブルチョコレート）（老師〈Master〉）
- 神奇寶貝（綠川）

2000年
- 手塚治虫消失了!? 20世紀最後的怪事件（日语：手塚治虫が消えた!? 20世紀最後の怪事件）（駱畢塔[32]、火腿蛋[32]）

2001年
- 銀河五虎將 FRACTIONS OF THE EARTH（日语：ガイスターズ FRACTIONS OF THE EARTH）
- 彗星公主（苦澀）

2002年
- 正義聯盟（莫非爾）
- 超齡細公主（1世）

2003年
- 妮嘉尋親記（八百屋）
- 原子小金剛 (2003年版)（庫奇）
- 京極夏彥 巷說百物語（鳶屋）
- SPACE PIRATE CAPTAIN HERLOCK（日语：SPACE PIRATE CAPTAIN HERLOCK）（首相）
- 魯莽天使（河童）
- 愛的魔法（治療師）
- （殺手）

2004年
- 貯金大冒險（ガンエン）
- 混沌武士（店主）
- （老頭、鯉魔人、婆、巨漢）

2005年
- 嬉皮笑園（老頭）
- 怪傑佐羅利（哥拉莫）
- 雪之女王（長老）

2006年
- 新星輝決鬥大師Flash（九守元司郎）
- 內閣權力犯罪強制取締官 財前丈太郎（日语：内閣権力犯罪強制取締官 財前丈太郎）（鈴木惠一[33]）

2007年
- 最棒！寵物反斗星！（蚯蚓校長、可吉大王）
- 麵包超人（澀柿子爺爺〈第2代〉）
- 死亡筆記本（羅傑·拉維）

2008年
- Ultraviolet Code-044（日语：ウルトラヴァイオレット#テレビアニメ）（馴鹿）
- S·A特優生 ～Special A～（牛窪櫻的父親）

2009年
- 源氏物語千年紀 Genji（右大臣）

2010年
- 寵物反斗星（蚯蚓校長）

2012年
- HUNTER×HUNTER (新版)（桀諾·揍敵客[34]）

2013年
- 神奇寶貝超級願望 Season 2 Episode N（火爆猴）

2014年
- GO-GO 寵物反斗星（蚯蚓校長）

2015年
- 寶石寵物 魔法變身（鏡喬治導演）
- 美男高校地球防衛部LOVE！（鰭腳）
- 亂步奇譚 拉普拉斯的遊戲（人見）

2016年
- 未來卡片 戰鬥夥伴DDD（黑猫）

### 電影動畫
1966年
- 劇場版 人造人009（艾伯特·亨利〈004〉）
- 劇場版 森林大帝

1967年
- 人造人009：怪獸戰爭（艾伯特·亨利〈004〉）
- 少年傑克與魔法使（日语：少年ジャックと魔法使い）（狐狸）

1969年
- 飛空幽靈船（日语：空飛ぶゆうれい船）（警官）
- 長靴貓（殺手貓A）

1970年
- 孤兒雷米與名犬卡比（日语：ちびっ子レミと名犬カピ）（貓）

1971年
- 阿里巴巴與四十大盜（日语：アリババと40匹の盗賊）

1973年
- 無敵鐵金剛Z對惡魔人（日语：マジンガーZ対デビルマン）（阿強）

1974年
- 無敵鐵金剛Z對暗黑大將軍（日语：マジンガーZ対暗黒大将軍）（阿強）

1975年
- 宇宙圓盤大戰爭（牧野幸造）
- 金剛大魔神對蓋特機器人（日语：グレートマジンガー対ゲッターロボ）（阿強）

1976年
- 古連泰沙 蓋特機器人G 決戰！大海獸（日语：グレンダイザー ゲッターロボG グレートマジンガー 決戦! 大海獣）（阿強）

1979年
- 海王子 劇場版（阿露）

1980年
- 火鳥2772：愛的宇宙空間（庫拉克[35]）

1981年
- 天狼星的傳說（日语：シリウスの伝説）（馬布傑的部下B）
- 怪博士與機器娃娃：哈囉！不可思議島（日语：Dr.スランプ アラレちゃん ハロー!不思議島）（笑彈大王）

1982年
- 怪博士與機器娃娃：“吼唷唷！”宇宙大冒險（日语：Dr.SLUMP ほよよ! 宇宙大冒険）（笑彈大王）
- 劇場版 我們的青春阿爾卡迪亞（日语：わが青春のアルカディア）

1983年
- 怪博士與機器娃娃：吼唷唷！世界一周大賽車（日语：Dr.スランプ アラレちゃん ほよよ!世界一周大レース）（笑彈大王）

1983年
- 小超人帕門：鳥人來了!!（超人2號／布比）
- 我是妙殿下！星塵計劃（日语：パタリロ!#劇場アニメ）（間者貓[注 1][36]）
- 漫畫伊索物語（日语：まんがイソップ物語 (アニメ映画)）（啾啾）

1984年
- The♥南瓜酒：尼塔的愛情物語（赤井門太）
- 怪博士與機器娃娃：吼唷唷！納納巴城的寶藏（日语：Dr.スランプ アラレちゃん ほよよ!ナナバ城の秘宝）（笑彈大王、摘鶴天）
- 忍者哈特利+小超人帕門：超能力大戰（日语：忍者ハットリくん+パーマン 超能力ウォーズ）（超人2號／布比）

1985年
- 怪博士與機器娃娃：吼唷唷！夢的大都會（日语：Dr.スランプ アラレちゃん ほよよ!夢の都メカポリス）（怪獸）
- 忍者哈特利+小超人帕門：忍者怪獸吉波VS奇蹟蛋（日语：忍者ハットリくん+パーマン 忍者怪獣ジッポウVSミラクル卵）（超人2號／布比）

1986年
- 喀喀喀的鬼太郎：強烈衝突!! 異次元妖怪的大叛亂（夜行先生）
- 喀喀喀的鬼太郎：最強妖怪軍團！登陸日本!!（不倒翁）
- 喀喀喀的鬼太郎 妖怪大戰爭（狼男）
- 劇場版 北斗神拳（日语：北斗の拳 (1986年の映画)）（傑卡魯）
- 赤腳阿元2（警官）

1986年
- 高爾夫頑童猿丸：超級高爾夫世界的挑戰（小丑）

1988年
- AKIRA（根津[37]）
- 相聚一刻 完結篇（早乙女）

1989年
- 超人力霸王USA（三星）
- 迷宮物語（機器人444之1號[38]）
- NEMO（日语：NEMO/ニモ）

1990年
- 老爺爺改造講座（日语：おじさん改造講座）（蛭田部長）

2003年
- Pa-Pa-Pa The☆Movie 小超人帕門（超人2號／布比）

2004年
- Pa-Pa-Pa The★Movie 小超人帕門 章魚DE砰，八條腿砰！（超人2號／布比）

2006年
- 劇場版 神奇寶貝：神奇寶貝保育家與蒼海的王子 瑪納霏（ガブ）

2007年
- 劇場版 寵物反斗星：DOKI DOKI！星球大暴走!?（日语：えいがでとーじょー! たまごっち ドキドキ! うちゅーのまいごっち!?）（蚯蚓校長）
- 馬西利特博士 阿巴蕾（笑彈大王）

2015年
- 小魔女學園 魔法遊行（市長）

2016年
- （和尚〈爺爺〉）

### OVA
1985年
- GREED（日语：GREED）
- 貓咪也瘋狂（麥可）

1986年
- 活劇少女偵探團（日语：活劇少女探偵団）（理事長）

1987年
- 破邪大星彈劾凰（日语：破邪大星ダンガイオー）（猛將戈提拉）
- LILY-C.A.T.（日语：LILY-C.A.T.）（杜勒·戴爾卡瑟）

1998年
- 青之6號（門波博士）
- 銀河英雄傳說外傳 朝之夢、夜之歌（憲兵副總監）

2011年
- 怪醫黑傑克 FINAL（金參謀長）

### 遊戲
1989年
- 天外魔境 ZIRIA（南蠻屋、奧茲諾）

1996年
- 新超級機器人大戰（日语：新スーパーロボット大戦）（阿強）

1997年
- 超級機器人大戰F（阿強）

1998年
- 超級機器人大戰F 完結篇（阿強）

1999年
- 超級機器人大戰完全版（阿強、山賊）

2000年
- 超級機器人大戰α（阿強）

2001年
- 超級機器人大戰α for Dreamcast（阿強）

2002年
- 超級機器人大戰IMPACT（日语：スーパーロボット大戦IMPACT）（阿強）

2003年
- 鬼太郎 異聞妖怪奇譚（日语：ゲゲゲの鬼太郎 異聞妖怪奇譚）（魃神）
- 第2次超級機器人大戰α（阿強、諜報軍長官）

2004年
- 超級機器人大戰MX（阿強）

2005年
- 袋狼大進擊 Crash Tag Team Racing（日语：クラッシュ・バンディクー がっちゃんこワールド）
- 超級機器人大戰MX 攜帶版（阿強）
- 第3次超級機器人大戰α 終焉之銀河（阿強）

2006年
- 天外魔境 ZIRIA ～遙遠的日邦格～（小角）

2007年
- 超級機器人大戰Scramble Commander the 2nd（日语：スーパーロボット大戦Scramble Commander the 2nd）（阿強）

2008年
- 超級機器人大戰A PORTABLE（阿強）
- 超級機器人大戰Z（阿強）

2009年
- 超級機器人大戰NEO（日语：スーパーロボット大戦NEO）（阿強）

2010年
- 七龍珠DS2 突擊！紅緞帶軍（日语：ドラゴンボールDS）（笑彈大王、透明人）

2012年
- 阿修羅之怒（黃金蜘蛛）

### 外語配音

#### 電影
- 異形特攻隊（英语：Alien Hunter）（Alexi Gierach〈Nikolay Binev〉）
- 鬼馬小精靈（英语：Casper (film)）（Stinkie〈Joe Alaskey〉）※DVD、BD版。
- 巧克力冒險工廠（George爺爺〈David Morris〉[39]）※日本電視台版。
- 關鍵任務（英语：Derailed (2002 film)）
- 奇愛博士（Goldberg〈Paul Tamarin〉）※朝日電視台版[注 2]。
- 與我同行（Fitzgibbon牧師〈Barry Fitzgerald〉）※DVD版。
- 絕配冤家（英语：How to Lose a Guy in 10 Days）（Arnold〈Archie MacGregor〉）
- 魔幻迷宮（會說話的帽子、火狼、右上羅爾夫 等）※富士電視台版。
- 炮製女朋友（張）
- 你往何處去（哲學家Chiron）
- 大隻佬（武師父〈于文仲〉）
- 擊射（英语：Slap Shot (film)）（Joe McGrath〈Strother Martin〉）※影碟版。
- 上天下地大追擊（英语：Smokey and the Bandit II）（Little Enos Burdette〈Paul Williams〉）※朝日電視台版。
- 終極殺陣3（英语：Taxi (film series)）（埃德蒙·貝爾蒂諾將軍）※影碟版。
- 終極殺陣4（埃德蒙·貝爾蒂諾將軍）
- 夜魔水晶（英语：The Dark Crystal）（斯凱克部落武士軍官〈巴里·丹南（英语：Barry Dennen）〉）※VHS版。
- 大青蛙布偶電影（英语：The Muppet Movie）（瘋狂哈利〈傑里·尼爾森〉）
- 布偶占領曼哈頓（英语：The Muppets Take Manhattan）（Dr.Teeth〈吉姆·亨森〉）※CBS／FOX（英语：20th Century Studios Home Entertainmen）版。

#### 電視影集
- 神仙家庭（英语：Bewitched）（烏鴉）※TBS版。
- 布偶奇遇記（英语：Fraggle Rock）

#### 動畫
- 矮精靈歷險記（英语：A Troll in Central Park）
- 大力士（英语：Hercules (1998 TV series)）（尼米亞）
- 星際大戰：DROID的大冒險（Sollag Den）※VHS版。

### 特攝影集
1973年
- 機器刑事（的聲音、的聲音）

1976年
- 伏魔三劍俠（的聲音）

1995年
- 超力戰隊王連者（巴拉衣物的聲音）

1996年
- 激走戰隊車連者（總長蓋拉摩的聲音）

1997年
- 激走戰隊車連者VS王連者（總長蓋拉摩的聲音）

1998年
- 星獸戰隊銀河人（的聲音）

### 布偶劇
- （盗賊的手下）
- （旦那）

### CD
- 廣播劇CD 嬉皮笑園 Vol.1－Vol.3、Second Season Vol.2（老頭）

### 廣告
- 赤塚不二夫 映TV OVA 豪華13 本立！（旁白）

### 其它
- （的聲音〈布偶裝操演〉）
- 超級瑪利歐兄弟 瑪利歐大冒険（瑪利歐的配音）
- TV Jockey 週日大行進（日语：TVジョッキー）（布洽的配音）
- （兒童節目）
- 朝日Sonorama（日语：朝日ソノラマ） 紙唱盤·假面騎士「恐怖的蜘蛛男」（立花藤兵衛）

## 相關書籍
- （著：山口真一，新風舎（日语：新風舎），1999年）ISBN 978-4797408461

## 腳註

## 外部連結
- 大竹宏 （页面存档备份，存于） （日語）－81 Produce公式官網
- 大竹宏的Facebook專頁 （日語）
- （日語）－大竹宏的官方個人網站（舊）。
- 大竹宏（页面存档备份，存于） （日語）－日本電影資料庫